# Vanault-le-Châtel
 Vanault-le-Châtel  es una población y comuna francesa, en la región de Champaña-Ardenas, departamento de Marne, en el distrito de Vitry-le-François y cantón de Heiltz-le-Maurupt.

## Demografía
| 276 | 234 | 213 | 186 | 166 | 155 |
| Para los censos de 1962 a 1999 la población legal corresponde a la población sin duplicidades (Fuente: INSEE [Consultar]) |     |     |     |     |     |